# 美丹端姑站
美丹端姑站位於蘇丹依斯邁路（Jalan Sultan Ismail）上方，為吉隆坡單軌的車站之一。

## 車站概況
車站架空於蘇丹依斯邁路（Jalan Sultan Ismail）上方，為高架車站，於2003年8月31日開始營運。站名源自於附近的地名-美丹端姑（Medan Tuanku），在營運前的預定名稱為宏願站（Wawasan Station，现在是格拉那再也线的一个车站）。

## 利用狀況
車站臨近蘇丹依斯邁路（Jalan Sultan Ismail）與東姑阿都拉曼路交叉口，許多的廉價旅社及背包旅社聚集在周遭，遊客眾多。附近地區是傳統馬來人的商業區，為吉隆坡最早開發的地區之一。

## 車站構造
目前為高架車站，2個側式月台，兩個出入口，皆位在蘇丹依斯邁路兩旁。

### 車站樓層
| L2     | 月台         | 側式月台                                                                                       |
| L2     | 月台         | 1號月台: 吉隆坡單軌 往 MR11 蒂蒂旺沙站 (→)                                                     |
| L2     | 月台         | 2號月台: 吉隆坡單軌 往 MR1 吉隆坡中央車站 (←)                                                  |
| L2     | 月台         | 側式月台                                                                                       |
| L1     | 大廳，穿堂層 | 詢問處、自動售票機、驗票閘門、售票站、車站控制台、洗手間、祈禱室、電扶梯往/自出口、RHB銀行門市 |
| 地面層 | 蘇丹依斯邁路 | 電扶梯出入口、樓梯出入口、計程車站                                                             |

## 車站周邊
- 吉隆坡市中心Tune酒店
- Asian Heritage Row
- Sheraton Imperial Kuala Lumpur
- 桂和广场
- Art and Design Centre of Kuala Lumpur
- 吉隆坡大学
- Maju Junction